# Tapio Leopold
Tapio Leopold, född 31 juli 1982 i Connecticut, är en svensk manusförfattare och skådespelare. Han jobbar på produktionsbolaget FLX.

## Filmografi (i urval)

### Manusförfattare
- 2012 – Karatefylla (TV-serie)
- 2013–2015 – 112 Aina (TV-serie)
- 2014–2015 – Partaj (TV-serie)
- 2017 – Fallet (TV-serie)
- 2017 – Småstaden (TV-serie)
- 2018–2019 – Andra åket (TV-serie)
- 2019 – Enkelstöten (TV-serie)
- 2020 – Berts dagbok
- 2021 – Bert (TV-serie)
- 2022 – Dag för dag
- 2024 – Strul
- 2025 – Bert sabbar allt
- 2026 – Jönssonligan & Wall Enberg

### Regissör
- 2011 – Partaj (TV-serie)
- 2014 – Äntligen helg (TV-serie)
- 2014 – Café Bärs (TV-serie)
- 2013–2015 – 112 Aina (TV-serie)

### Skådespelare
- 1993 – Allis med is (TV-serie)
- 2012 – Kontoret (TV-serie)
- 2012–2013 – Partaj (TV-serie)
- 2013–2015 – 112 Aina (TV-serie)
- 2019 – Andra åket (TV-serie)
- 2020 – Berts dagbok